# Ténélogo
Ténélogo est une localité du nord de la Côte d'Ivoire qui se situe dans le département de Boundiali, dans la Région des savanes. Ténélogo District des Savanes, Côte d'Ivoire est un ruisseau intermittent. Ténélogo se trouve à proximité du village de Ponondougou, ainsi que de la localité de Mohouélé 
Notes et références 